# Kailey Allan
Kailey Allan, född 17 juni 2003, är en kanadensisk rodelåkare.

## Karriär
Vid VM 2025 i Whistler tog Allan brons tillsammans med Embyr-Lee Susko, Devin Wardrope, Cole Zajanski, Theo Downey och Beattie Podulsky i lagstafetten.